# Lågor i dunklet
Lågor i dunklet är en svensk dramafilm från 1942 i regi av Hasse Ekman. I huvudrollerna ses Edvin Adolphson, Stig Järrel och Inga Tidblad.

## Handling
Rolf Nordmark och Eva Berg är goda vänner och jobbar som lärare på Ringsala internat. Rolf har en längre tid varit förälskad i Eva, men när höstterminen börjar får han veta att hon sagt upp sig och gift sig med en annan lärare på skolan, Birger Sjögren. 
Rolf och Eva fortsätter sin vänskapliga relation. Birger tror det hela handlar om mer än så och blir mer och mer svartsjuk. 

## Om filmen
Hasse Ekman stod för både manus och regi samt medverkade som skådespelare. Dagmar Edqvist var dialogmedarbetare. Filmen hade premiär den 2 mars 1942 på biograf Royal vid Kungsgatan i Stockholm och samma dag även i Malmö, Gävle och Örebro. Lågor i dunklet har visats i SVT, bland annat 1998, 2002, 2009, 2014, i april 2020, i maj 2022 och i maj 2024.

## Rollista i urval
- Edvin Adolphson – Rolf Nordmark, biologilärare
- Stig Järrel – Birger Sjögren, latinlärare
- Inga Tidblad – Eva Berg
- Hugo Björne – Edvard Bergfelt, rektor vid Ringsala
- Linnéa Hillberg – Magda Bergfelt, rektorska
- Hasse Ekman – Per Sahlén, gymnasist
- Agneta Lagerfeldt – Anne-Marie Ström, servitris
- Hilda Borgström – änkefru Anna Charlotta Sjögren, Birgers mor
- Mimi Pollak – fröken Danielsson, husmor på Granbacken
- Bengt Ekerot – Åke Kronström, gymnasist
- Åke Claesson – doktor Lundvall
- David Erikson – vaktmästare Andersson
- Aurore Palmgren – Hulda, änkefru Sjögrens trotjänarinna
- Ingrid Michaelsson – telefonist
- Karl-Erik Flens – hennes fästman
- Agda Helin – doktor Lundvalls hushållerska

## DVD
Filmen gavs ut på DVD 2013.